# Fiat 514
Fiat 514 je vůz nižší střední třídy (segment C) vyráběný od roku 1929 do roku 1934 italskou automobilkou Fiat v několika karosářských variantách. Existovala také verze Taxi („514 L“) a  tři elegantní sportovní verze: „514 S“, „514 S MM“ (Mille Miglia) a „514 CA“ (Coppa delle Alpi). Nahradil model Fiat 509 a šlo o první kompaktní vůz nejen automobilky FIAT.  Měl velký obchodní úspěch a byl vyvážen také do zahraničí.  
Vozy byly s pohonem zadních kol, vpředu umístěný řadový čtyřválec o objemu 1438 cm³ měl v základní verzi výkon 28 koní (21 kW) a elektrické zapalování. Vozy první série dosahovaly maximální rychlosti kolem 80 km/h, zatímco sportovní verze „514 CA“ měla výkon 28 kW a rychlost až 105 km/h. Tato verze byla také vybavena posilovačem brzd.

## Licenční výroba
V samotné Itálii bylo vyrobeno 36 970 kusů vozu, kromě toho se licenčně vyráběl v Československé republice, v automobilce Walter pod názvem Walter Bijou a také ve Španělsku. Zde ho vyráběla společnost „Fiat Hispania“ v továrně zakoupené od společnosti Hispano-Suiza ve městě Guadalajara. Výroba ve Španělsku probíhala od roku 1931 do roku 1935, také pod označením  „Hispano-514“. V roce 1936 byla továrna zničena během španělské občanské války a již nebyla nikdy obnovena. Až v roce 1950 Fiat ve Španělsku znovu významně investuje a staví nový výrobního závodu u Barcelony, čímž vytvoří společnost SEAT.

## Verze vozu
- dvoudveřový dvoumístný  „Spider“ neboli roadster
- dvoudveřové kupé
- dvoudveřový, čtyřmístný sedan
- čtyřdveřový, čtyřmístný sedan
- čtyřdveřové, čtyřmístné „Torpedo“
- 514 S: dvoumístný sportovní vůz
- 514 S MM: dvoumístný sportovní vůz
- 514 CA: dvoumístný sportovní vůz
- verze taxi („514 L“)

## Motory
| Model  | Roky    | Motor                          | Objem    | Výkon | Palivový systém       |
| ------ | ------- | ------------------------------ | -------- | ----- | --------------------- |
| 514    | 1929–32 | řadový čtyřválec s rozvodem SV | 1438 cm³ | 21 kW | jednoduchý karburátor |
| 514 S  |         | řadový čtyřválec s rozvodem SV | 1438 cm³ | 26 kW | jednoduchý karburátor |
| 514 MM |         | řadový čtyřválec s rozvodem SV | 1438 cm³ | 28 kW | jednoduchý karburátor |

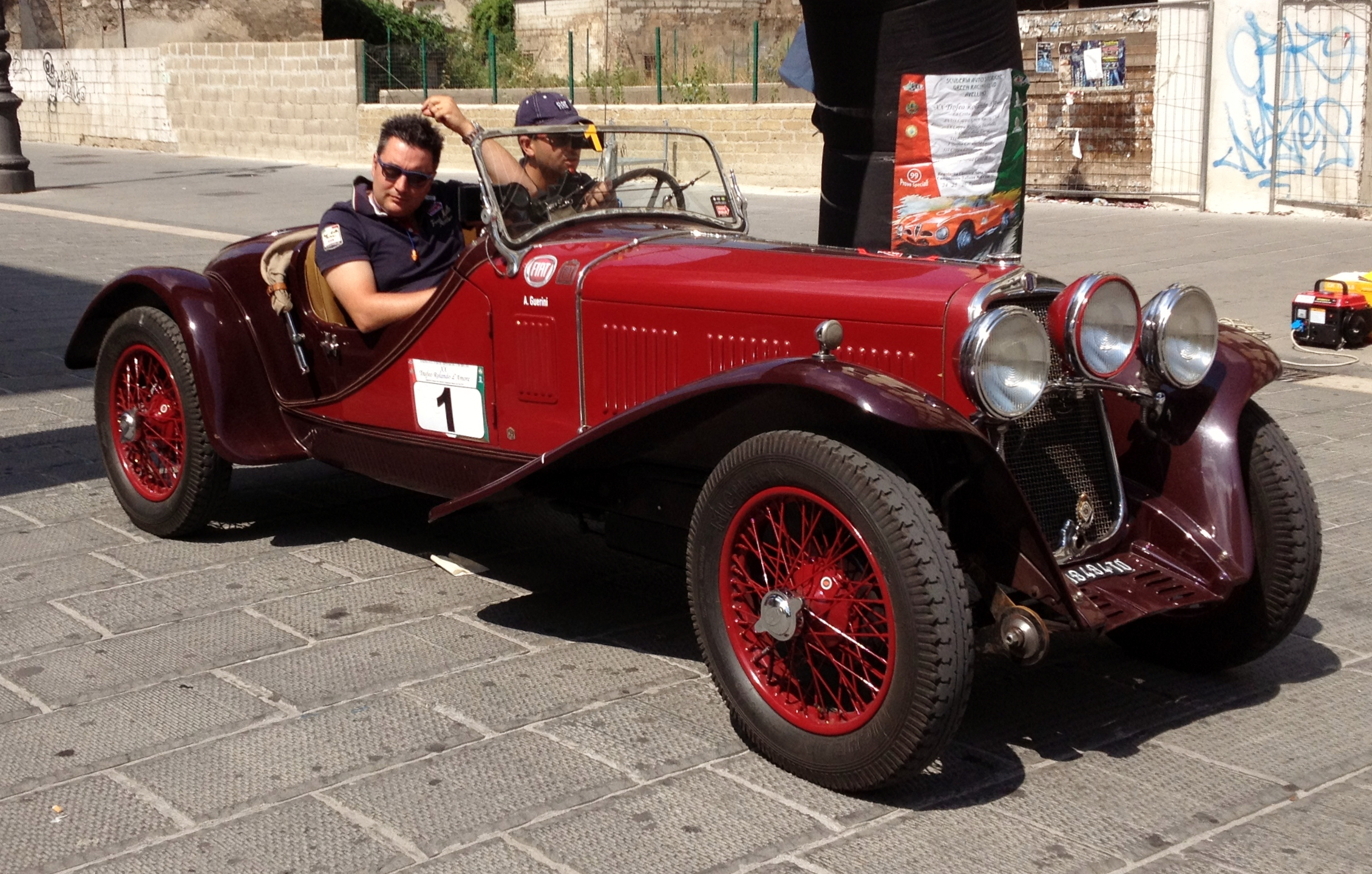
Fiat 514 MM, 1930
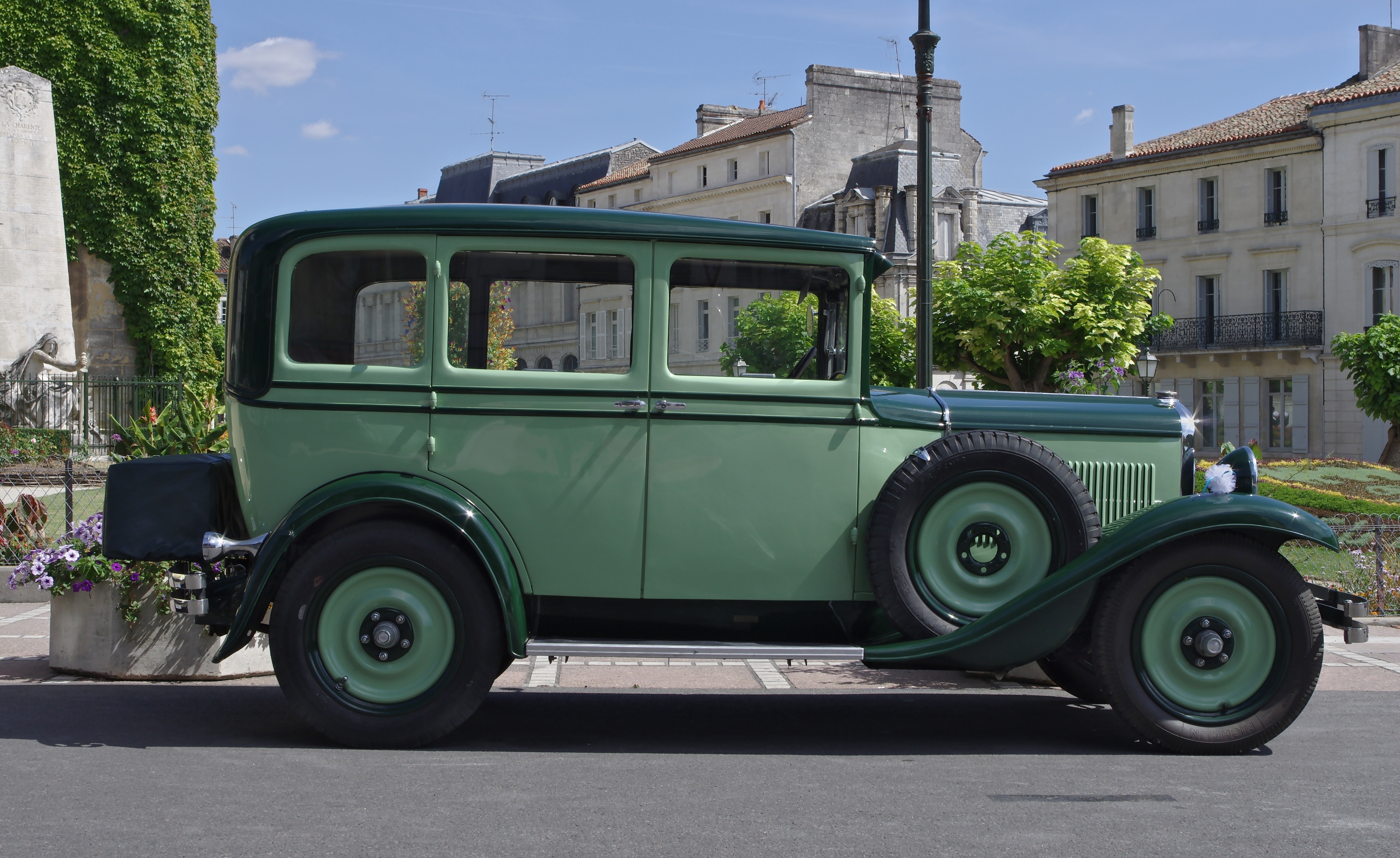
Fiat 514 L (taxi)
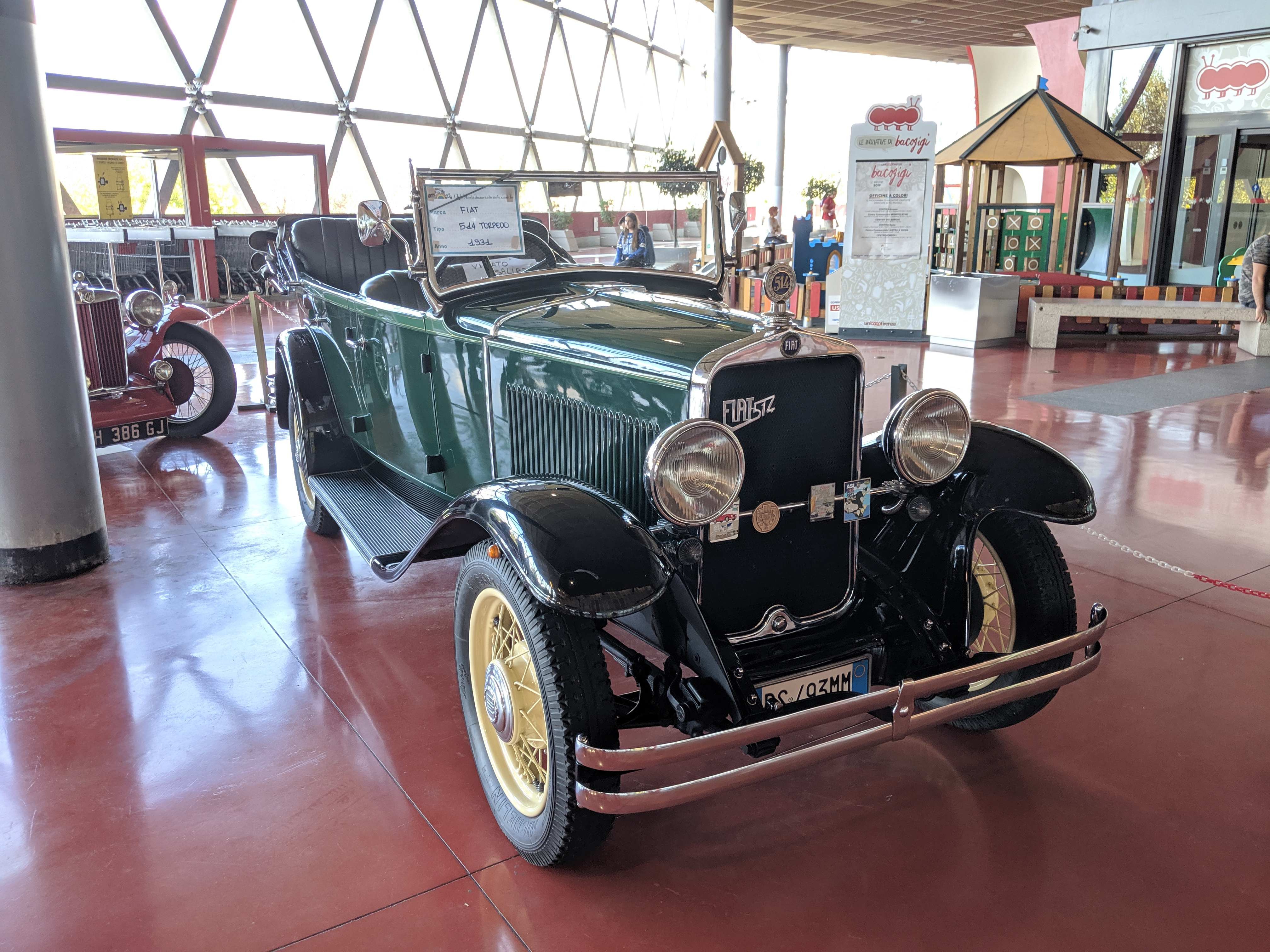
Fiat 514 Torpedo, 1931
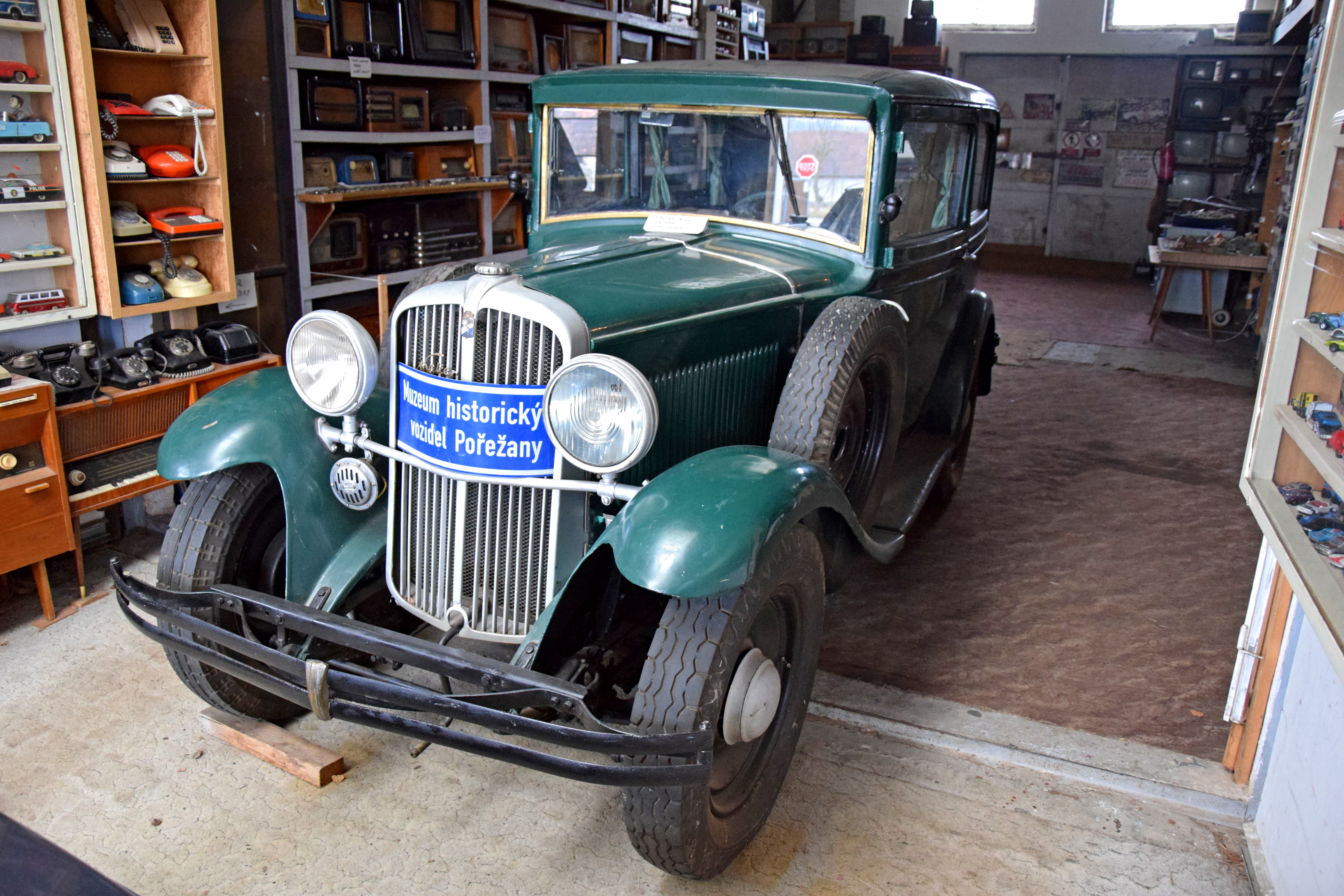
Walter Bijou, muzeum historických vozidel Pořežany
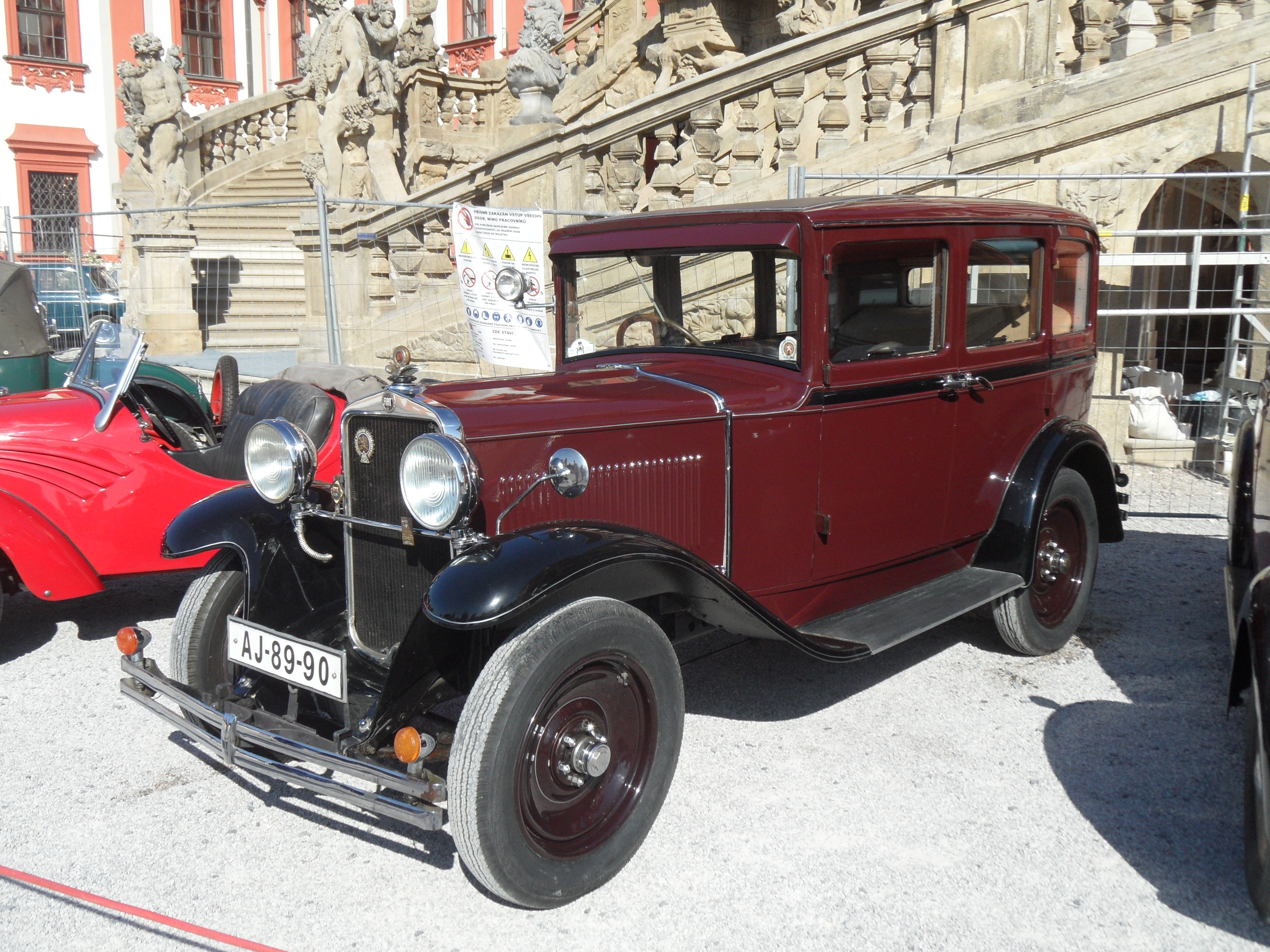
Fiat 514 (vyroben 1929) na 120 let FIAT

## Walter Bijou
Walter Bijou jako licenční verze Fiatu 514, byl vyráběn v automobilce Walter v letech 1931 až 1935. Od roku 1928 automobilka Walter úspěšně vyráběla spíše dražší vozy jako čtyřválcový Walter 4-B a šestiválcový Walter 6-B. Ale tak, jak se postupně prohluboval vliv světové hospodářské krize, rostl zájem veřejnosti o menší a levnější automobily. Waltrovka však na rozdíl od ostatních českých automobilek neměla připravený vůz nižší střední třídy, proto uzavřela licenční smlouvu s italským Fiatem (se kterým již úzce spolupracovala v letecké výrobě). Jako první se začal na jaře roku 1931 vyrábět licenční Fiat 514 nazvaný Walter Bijou (slovo bijou znamená ve francouzštině šperk nebo klenot, proto se automobilu říkalo francouzsky klenot). Ještě v březnu 1931 o něm vyšel rozsáhlý článek v tehdejším magazínu Auto a na podzim téhož roku byl vůz vystavován na XXIII. mezinárodním pražském autosalonu. Později Walter licenčně vyráběl ještě několik dalších modelů FIAT, především Fiat 508 jako Walter Junior (od roku 1932 do roku 1937).